# Pałac Lasockich w Krakowie
Pałac Lasockich – zabytkowy budynek znajdujący się w Krakowie w dzielnicy VIII Dębniki przy ulicy Tynieckiej 18, na Dębnikach.
W XIX wieku stała w tym miejscu klasycystyczna willa z oficynami, którą zakupił około roku 1871 hrabia Bronisław Lasocki.
Łącząc wcześniej istniejące budynki stworzył eklektyczną rezydencję o charakterze pałacowym. Ciekawym elementem pałacu jest czworokątna wieża zwieńczona krenelażem.
Powstały ok. połowy XIX w. otoczony ogrodem budynek pierwotny, stanowiący własność rodziny Gumplowiczów, był obiektem parterowym z piętrowym korpusem. Budowla miała rzut prostokątny. W trakcie przebudowy dodano piętra nad skrzydłami bocznymi, wykonano połączenie z murowaną parterową oficyną, po lewej stronie dobudowano trójkondygnacyjną wieżę widokową i pokryto elewację dekoracją neorenesansową. Elewacja północna w miejsce drewnianego ganku otrzymała murowany portyk filarowy podtrzymujący taras, a elewacja ogrodowa wzbogacona została o murowaną i oszkloną werandę. Powstał też jednokondygnacyjny architektoniczny łącznik, zespalający wieżę z korpusem głównym pałacu. Całość otaczał park. Autorem przebudowy był prawdopodobnie Maksymilian Nitsch.
W pałacu Lasockich znajdowała się niewielka kolekcja dzieł sztuki. W galerii, którą zlokalizowano w pawilonie łączącym pałac z wieżą, umieszczony był zbiór obrazów i rysunków malarzy polskich (m.in. Artur Grottger, Juliusz Kossak, Antoni Adam Piotrowski), a w pomieszczeniu zwanym „muzeum”, stały gabloty ze zbiorami szkła, porcelany, numizmatów i „starożytności”. Ściany pomieszczeń reprezentacyjnych dekorowała stara broń.
Po roku 1910 pałac stał się własnością gminy. W latach 20. XX wieku bracia Albertyni prowadzili w nim Zakład dla Nieletnich Chłopców.
Po 1945 roku w budynku znajdowały się mieszkania oraz Miejskie Przedsiębiorstwo Zieleni.
Od 1980 stał zdewastowany, opuszczony i otwarty, w 1993 kupiło go przedsiębiorstwo inżynieryjne Skanska-Oddział Hydrotrest. Obok pałacu znajduje się hotel oraz Park Dębnicki.
Obecnie znajduje się tam niepubliczne Technikum New Technology.